# Carlos Salinas de Gortari

Carlos Salinas de Gortari

Carlos Salinas de Gortari (sinh ngày 3 tháng 4 năm 1948) là một nhà kinh tế học và chính trị gia Mêhicô liên kết với Đảng Chế độ Cách mạng (PRI), người từng giữ chức Tổng thống México từ 1988 đến 1994. Trước đó, ông đã làm việc trong Ban Thư ký Ngân sách cuối cùng trở thành Thư ký. Ông là ứng cử viên tổng thống PRI năm 1988, và được tuyên bố bầu vào ngày 6 tháng 7 năm 1988.

## Tiểu sử
Carlos Salinas sinh ngày 3 tháng 4 năm 1948, con thứ hai và là một trong năm người con của nhà kinh tế học và quan chức chính phủ Raúl Salinas Lozano và Margarita de Gortari de Salinas. Cha của Salinas là Bộ trưởng Công nghiệp và Thương mại của Tổng thống Adolfo López Mateos, nhưng đã được thông qua với tư cách là ứng cử viên tổng thống của PRI ủng hộ Gustavo Díaz Ordaz (1964-1970). Khi Carlos Salinas được chọn làm ứng cử viên tổng thống của PRI cho cuộc bầu cử năm 1988, ông nói với cha rằng "Chúng tôi mất hơn 20 năm, nhưng chúng tôi đã làm được."